# Rhinopoma macinnesi
Rhinopoma macinnesi là một loài động vật có vú trong họ Rhinopomatidae, bộ Dơi. Loài này được Hayman mô tả năm 1937.